# Polittico di Santa Caterina d'Alessandria
Il Polittico di Santa Caterina d'Alessandria è un dipinto a tempera e oro su tavola (95x339 cm) di Simone Martini, databile al 1320 e conservato nel Museo nazionale di San Matteo a Pisa. Proviene dall'altare principale della chiesa domenicana di Santa Caterina d’Alessandria a Pisa. È il polittico più grande e complesso del pittore senese ed è uno dei più importanti e integri polittici medievali.

## Storia
La tavola ha soggiornato fino a tempi recenti nel sito originario per cui fu realizzata, ovvero la chiesa domenicana di Santa Caterina d’Alessandria a Pisa. Oggi è esposta in posizione prominente sulla parete di fondo di un'ampia sala rettangolare del Museo Nazionale di San Matteo, a Pisa.
L'opera è firmata da Simone Martini sul pannello centrale recante la Madonna col Bambino: SYMON DE SENIS ME PINXIT. Gli annali cinquecenteschi del convento documentano la collocazione del polittico sull'altare nell'anno 1320, citando anche il committente (il sacrista e converso Pietro) e il priore in carica in quell'anno (Tommaso da Prato che fu in carica appunto a partire dal 1320). La tavola fu quindi terminata nel 1320 ed iniziata probabilmente l'anno precedente.

## Descrizione
La prima cosa che colpisce di questo polittico è la sua complessa articolazione. Sono presenti, dal basso verso l'alto, una predella con 15 figure, 7 pannelli principali, una fascia superiore con altre 14 figure e 7 cuspidi con altrettante figure. In totale il polittico conta ben 43 figure.
Al centro troviamo la Madonna col Bambino. I santi dei restanti 6 pannelli principali sono, da sinistra a destra, san Domenico, Giovanni Evangelista, Maria Maddalena, Caterina d'Alessandria, Giovanni Battista e san Pietro Martire. Tutte queste figure sono racchiuse in archi trilobati.
Nella predella in basso troviamo il Cristo nel sepolcro affiancato dalla Madonna e san Marco. Le restanti figure sono santi disposti a coppie e sono, sempre da sinistra a destra, Gregorio e Luca, Stefano e Apollonia, Girolamo e Lucia, Agnese e Ambrogio, Tommaso d'Aquino e Agostino, Orsola e Lorenzo.[3]

## Stile
Il polittico presenta per la prima volta sette pannelli indipendenti, aggiungendo quindi complessità al polittico a cinque scomparti indipendenti introdotto da Duccio di Buoninsegna nel 1300-1305 (Polittico n. 28 conservato nella Pinacoteca Nazionale di Siena) e poi reiterato dallo stesso artista e da altri negli anni successivi. Inoltre, la presenza di una predella, di una galleria di apostoli e di cuspidi aggiunge ulteriore complessità, creando un'opera solenne e imponente.
Sono inoltre presenti archi a tutto sesto trilobi al di sopra delle 7 figure principali, sostituendo i precedenti archi a tutto sesto senza trilobatura di impronta duccesca. Questo tipo di arco rappresenta una transizione verso l'arco a sesto acuto trilobo che lo stesso Simone Martini introdurrà con i successivi 3 polittici di Orvieto (1320-1324).
Rispetto alla Maestà del Palazzo Pubblico di Siena dipinta nel 1312-1315, ma anche al Polittico di San Gimignano dipinto solo pochissimi anni prima, sono evidenti una maggiore raffinatezza cortese delle figure, con i volti gentili e delicati, le sagome allungate e il tocco delicato delle mani. Alcuni volti spiccano anche per il loro vivo naturalismo, oltre che per la loro raffinatezza, come quello di san Pietro Martire.
I chiaroscuri per la resa dei volti e delle vesti sono migliori di quelli della Maestà del Palazzo Pubblico di Siena (1312-1315) e dello stesso livello del Polittico di San Gimignano (1315-1319), un'evoluzione che fu dovuta al contatto di Simone Martini con Giotto qualche anno prima ad Assisi. A tal proposito si può notare la veste bianca sotto il mantello scuro di san Pietro Martire, in cui si nota come le pieghe verticali siano volumetriche e come la luce sfumi da destra verso sinistra, secondo un'unica fonte di luce. Si noti ancora la gradazione della veste rossa di santa Maria Maddalena, che passa da un rosso molto luminoso a sinistra ad un rosso scurito a destra. O infine si osservino le pieghe del mantello di santa Caterina d'Alessandria, che sembrano incresparsi e scurirsi in punti precisi.
Nella stessa figura di santa Caterina d'Alessandria spicca un mantello con una dettagliatissima fantasia decorativa, con una grossa spilla sul petto ricca di pietre preziose, con bordature anch'esse incastonate di pietre preziose. Persino i polsini della santa sono decorati. E ovviamente le aureole sono punzonate in maniera sistematica. È la grande capacità di orafo di Simone Martini messa al servizio della sua arte pittorica, una capacità che è ammirabile anche nella precedente Maestà del Palazzo Pubblico di Siena (1312-1315).